# Centre pénitentiaire de Lille-Loos-Sequedin
La centre pénitentiaire de Lille-Loos-Sequedin est un centre pénitentiaire français situé sur le territoire de la commune de Sequedin dans le département du Nord et dans la région des Hauts-de-France. Son adresse postale le rattache cependant à la commune d'Haubourdin.
L'établissement dépend du ressort de la direction interrégionale des services pénitentiaires de Lille. Au niveau judiciaire, l'établissement relève du tribunal judiciaire de Lille et de la cour d'appel de Douai.

## Histoire
L'établissement est créé administrativement par le regroupement d'établissements du secteur qui a lieu en plusieurs étapes.

### Création administrative: la maison d'arrêt de Lille
La nouvelle maison d'arrêt de Sequedin, construite dans le cadre du « programme 4000 » et livrée en décembre 2004, ouvre le 4 avril 2005. Elle est alors intégrée dans une entité administrative unique, la maison d'arrêt de Lille, composée de deux quartiers :
- le « quartier maison d’arrêt de Lille-Loos », qui a conservé sa dénomination historique de « maison d'arrêt de Loos », situé sur le territoire de la commune du même nom et dont la construction date de 1906, avec une capacité d'accueil de 399 places ;
- le « quartier maison d’arrêt de Lille-Sequedin », également appelé « maison d'arrêt de Lille-Sequedin » ou « maison d'arrêt de Lille - structure de Sequedin », qui comporte lui-même un quartier "Maison d'arrêt Hommes" de 421 places, un quartier "Maison d'arrêt Femmes" de 150 places et enfin un quartier "Maison centrale Hommes" de 32 places (qui devait être, à l'origine, un quartier pour mineurs).

Les deux quartiers sont cependant physiquement séparés par l'autoroute A25 reliant Lille à Dunkerque.

### Évolution: le centre pénitentiaire de Lille-Loos-Sequedin
Le 11 septembre 2007, la maison d'arrêt de Lille est regroupée administrativement avec le centre de détention de Loos, voisin de la maison d'arrêt du même nom pour constituer le centre pénitentiaire de Lille-Loos-Sequedin.
L'établissement intègre alors le centre de détention de Loos, qui devient le « quartier centre de détention de Loos » de 369 places.
Cependant, le rapprochement effectif de ces trois structures n'est réalisé qu'en 2008. Il est alors composé du « quartier maison d’arrêt de Lille-Loos » (correspondant au site de la maison d'arrêt de Loos), du « quartier maison d’arrêt de Lille-Sequedin » (correspondant à la nouvelle maison d'arrêt de Sequedin) et du « quartier centre de détention de Loos » (correspondant au site du centre de détention de Loos).
D'autres structures sont également rattachées administrativement à l'établissement : l’UHSI du centre hospitalier régional de Lille (21 lits) et le centre de semi-liberté d’Haubourdin (60 places), ce dernier, précédemment autonome, devenant le quartier « centre de semi-liberté d’Haubourdin ».

### Fermeture des quartiers historiques de Loos
En 2011, le « quartier maison d’arrêt de Lille-Loos » et le « quartier centre de détention de Loos » ferment définitivement leurs portes pour vétusté (même si un rattachement administratif subsiste). Les deux quartiers sont détruits entre 2016 et 2017. 
Seuls subsistent les rattachements administratifs de l’UHSI du centre hospitalier régional de Lille du quartier « centre de semi-liberté d’Haubourdin ». 
Au sein de l'établissement le plus récent, qui devient le site principal du centre pénitentiaire à la suite de la fermeture des autres sites, le quartier "Maison centrale Hommes" disparait également et un quartier "CNE" est par la suite mis en place. 

## Description
Situé administrativement Chemin de la Plaine à Haubourdin, l'établissement est implanté physiquement sur le territoire de la commune de Sequedin à 10 km de Lille. Il est l'un des sept établissements pénitentiaires du département.
L'établissement a une capacité d'accueil de 664 places à destination théorique de détenus hommes ou femmes, majeurs ou mineurs, prévenus ou condamnés à des peines de moins d'un an. Les bâtiments de détentions sont répartis entre un quartier « Maison d'arrêt Hommes » de 436 places, un quartier « Maison d'arrêt Femmes » de 149 places, un quartier « Semi-liberté Hommes » de 49 places et un quartier « Semi-liberté Femmes » de 11 places. L'établissement héberge également un quartier « CNE » de 19 places.
Au 1er février 2022, l'établissement accueillait 895 détenus dont 850 détenus dans les quartiers « Maison d'arrêt » (soit un taux d'occupation de 145.5%), 23 dans les quartiers « Semi-liberté » (soit un taux d'occupation de 38.3%) et 22 détenus au quartier « CNE » (soit un taux d'occupation de 115.8%).
Cependant, l'établissement accueille également des détenus condamnés à des peines supérieures à un an voir à des réclusions criminelles supérieures à 10 ans ou même à perpétuité.
La création de cette nouvelle structure administrative permet certaines facilités mais s'est également accompagnée de nombreuses difficultés liées à la différence de statut (gestion publique ou privée), de taille ou de type d'établissement voire de culture ou de pratiques professionnelles.
Accueillant de plus en plus de détenus, l'établissement est en surpopulation dès 2011.

## Détenus notables
Outre Rédoine Faïd, la prison a également hébergé des détenus médiatiques tels que Antonio Ferrara, Lionel Dumont et Youssouf Fofana. 

## Événements notables

### Évasion de Rédoine Faid (2013)
Redoine Faïd s'évade de l'établissement le matin du 13 avril 2013 à l'aide d'explosifs de type "pains de plastic PEP500", en faisant sauter cinq portes et après avoir pris quatre personnes en otage,,, utilisant une arme qu'il transporte dans un paquet de linge sale. Un mandat d'arrêt européen est émis le jour même. Faïd est également recherché par Interpol dans les 190 pays membres. 
L'évasion particulièrement spectaculaire a fortement traumatisé le personnel de l'établissement. Cet événement donne suite à une fouille générale de l'ensemble des détenus de la maison d'arrêt. La fouille était demandée depuis 2012, mais était refusée faute de moyens financiers,. À la suite de cette évasion, Les syndicats pénitentiaires estiment que la structure de Sequedin ne leur est pas adaptée,,.

### Procès pour violences
Six surveillants pénitentiaires sont jugés en 2022 pour violences en réunion sur un détenu.

### Tirs de Kalachnikov
En août 2024, la façade de la prison de Lille-Sequedin a été visée par des tirs de kalachnikov après l'irruption d'une voiture volée avec plusieurs passagers à son bord devant le centre pénitentiaire. Le véhicule des suspects a été retrouvé calciné quelques kilomètres plus loin.